# Zivilprozessrecht (England und Wales)
Als Zivilprozessrecht (engl. Civil Procedure) bezeichnet man im Recht von England und Wales ein Rechtsgebiet, das den Ablauf gerichtlicher Verfahren und die Durchsetzung von Urteilen im Bereich des Zivilrechts regelt.

## Geschichte
Das Zivilprozessrecht Englands hat seit den 1980er Jahren eine tiefgreifende Reform erfahren, die durch den Beitritt Großbritanniens zur Europäischen Gemeinschaft initiiert wurde. Erste Schritte waren der Supreme Court Act 1981, der County Courts Act 1984 und der Civil Jurisdictions and Judgments Act 1982. 1999 folgte schließlich eine große Reform nach Entwürfen Lord Woolfs. Das Prozessrecht ist nunmehr mit Ausnahme der Zwangsvollstreckung vollständig gesetzlich geregelt. Die neuen Civil Procedure Rules (CPR) regeln daher einheitlich das Verfahren in allen Zivilprozessen vor dem High Court und den County Courts. Tragende Gedanken der Reform sind das active case management und access to justice (‚Zugang zum Recht‘).

## Prozessparteien
Parteien eines Prozesses können sowohl natürliche als auch juristische Personen sein. Die Vertretung durch Anwälte war im englischen Recht lange Zeit durch die Spaltung der Anwaltschaft in barrister und solicitor gekennzeichnet, die erst 1990 gelockert wurde.

## Beweisrecht
Das evidence law (‚Beweisrecht‘) bildet nach englischer Konzeption ein eigenständiges Rechtsgebiet, das einheitlich für Zivil- und Strafverfahren gilt.